# Kumta Taluk
Kumta Taluk är ett underdistrikt i Indien.   Det ligger i delstaten Karnataka, i den sydvästra delen av landet, 1 600 km söder om huvudstaden New Delhi.